# Ulrich Windoffer
Ulrich Windoffer (* 1942 in Dresden) ist ein deutscher Fotograf und Fotodesigner.
Windoffer absolvierte die Hochschule für Grafik und Buchkunst in Leipzig. Er veröffentlichte mehrere Fotobände, unter anderem im Nicolai Verlag, und befasste sich auch intensiv mit Landschaftsfotografie. Sein Fotoband über Amsterdam, der im Jahr 1989 im Leipziger Brockhaus-Verlag erschien, wurde als eines der „schönsten Bücher der DDR“ ausgezeichnet.
Die Stadtgalerie „Kunst-Geschoss“ in Werder (Havel) zeigte im Jahr 2012 eine umfangreiche Retrospektive mit Arbeiten von Windoffer.
Windoffer lebt in Leipzig; seine Selbstbezeichnung im Branchenbuch lautet teilweise „Dipl.-Fotografiker“.

## Veröffentlichungen (Auswahl)
- Ulrich Windoffer (Fotografien), Dietrich Gregori (Text): Görlitz, Nicolai Verlag, Berlin 1992, ISBN 3-87584-361-4.
- Ulrich Windoffer (Fotografien), Günter Geidel (Text): Amsterdam, Brockhaus, Leipzig 1989, ISBN 3-325-00233-1.
- Frank Rossi, Ulrich Windoffer (Fotografien): Die Brille : eine Geschichte der Sehhilfen, Ed. Leipzig, Leipzig 1989, ISBN 3-361-00274-5.